# Сафін Марат Михайлович
Мара́т Миха́йлович Са́фін  (тат. Марат Мөбин улы Сафин, Marat Möbin ulı Safin, рос. Сафин Марат Мубинович; нар. 27 січня 1980, Москва) — російський тенісист-професіонал.
Народився 27 січня 1980 року в Москві. Дворазовий переможець турнірів серії Великого шолому. Дворазовий переможець кубку Девіса у складі збірної команди Росії. Колишня перша ракетка світу. За свою кар'єру здобув 15 титулів в одиночному розряді і 2 — в парному.

## Біографія
Марат народився в сім'ї Михайла Сафіна і Раузи Ісланової. За походженням він татарин. Його батьки колишні тенісисти і тренери з тенісу. У Марата є молодша сестра — Дінара, яка також грає в теніс. Тенісом Сафін почав займатись у тенісному клубі, який очолював його батько. Згодом, досягши 14-річного віку він переїхав в іспанську Валенсію.

## Кар'єра
Професійна кар'єра Марата почалася в 1997 році. Вже в наступному році на Ролан Гарросі йому вдалося обіграти Андре Агассі та Ґуставо Куертена. А перший турнір Марат зумів віграти в серпні 1999 року в Бостоні, в фіналі перемігши Грега Руседскі.
Наступний, 2000 рік, став тріумфальним для Сафіна. Він здобув сім титулів в одиночному розряді, серед яких перемога на US Open та дві перемоги на «мастерсах»: в Канаді та Парижі. Саме після перемоги на турнірі в Парижі Марат на два тижні очолив чоловічий рейтинг. Загалом він був на вершині рейтингу ATP 9 тижнів.

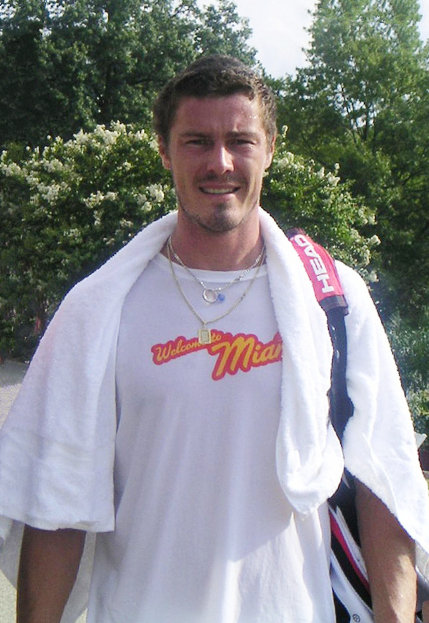
Марат Сафін

Свою другу перемогу на турнірах Великого шолому Сафін виборов на Відкритому чемпіонаті Австралії з тенісу в 2005 році, перемігши в фіналі Лейтона Ґ'юіта. Але більше запам'яталося на тому турнірі його півфінальне протистояння з першою ракеткою світу Роджером Федерером.
В 2002 та 2006 роках виступаючи у складі збірної Росії з тенісу ставав переможцем найпрестижнішого командного тенісного змагання кубку Девіса. Багато в чому саме завдяки зусиллям Марата росіянам вдавалося досягати перемог. Зокрема в 2002 році Сафін у фінальному протистоянні проти французів переміг Себаст'яна Гросжана і Поля-Анрі Мат'є, а в 2006 проти аргентинців — Хосе Акасусо та разом з Дмитром Турсуновим виграти парну зустріч.

## Фінали турнірів ATP

#### Одиночний розряд: 27 (15 титулів, 12 поразок)
| Легенда                       |
| ----------------------------- |
| Турніри Великого шолома (2–2) |
| ATP World Tour Фінали (0–0)   |
| Тур ATP Мастерс 1000 (5–3)    |
| Тур ATP 500 (1–3)             |
| Тур ATP 250 (7–4)             |

| Титули за покриттям |
| ------------------- |
| Тверде (10–5)       |
| Ґрунт (2–4)         |
| Трава (0–1)         |
| Килим (3–2)         |

| Титули by setting    |
| -------------------- |
| Відкритий корт (9–9) |
| Закритий корт (6–3)  |

| Результат | В-П   | Дата         | Турнір                                                 | Покриття   | Опонент             | Рахунок                            |
| --------- | ----- | ------------ | ------------------------------------------------------ | ---------- | ------------------- | ---------------------------------- |
| Перемога  | 1–0   | Сер 1999     | Boston, USA                                            | Тверде     | Грег Руседскі       | 6–4, 7–6(13–11)                    |
| Поразка   | 1–1   | Лис 1999     | Париж, Франція                                         | Килим (i)  | Андре Агассі        | 6–7(1–7), 2–6, 6–4, 4–6            |
| Перемога  | 2–1   | квітень 2000 | Барселона, Іспанія                                     | Ґрунт      | Хуан Карлос Ферреро | 6–3, 6–3, 6–4                      |
| Перемога  | 3–1   | Тра 2000     | Valencia Open, Іспанія                                 | Ґрунт      | Мікаель Тільстрем   | 6–4, 6–3                           |
| Поразка   | 3–2   | Тра 2000     | Гамбург, Німеччина                                     | Ґрунт      | Густаво Куертен     | 4–6, 7–5, 4–6, 7–5, 6–7(3–7)       |
| Перемога  | 4–2   | Лип 2000     | Торонто, Канада                                        | Тверде     | Харел Леві          | 6–2, 6–3                           |
| Поразка   | 4–3   | Сер 2000     | Indianapolis, USA                                      | Тверде     | Густаво Куертен     | 6–3, 6–7(2–7), 6–7(2–7)            |
| Перемога  | 5–3   | Сер 2000     | Відкритий чемпіонат США з тенісу, New York City, USA   | Тверде     | Піт Сампрас         | 6–4, 6–3, 6–3                      |
| Перемога  | 6–3   | Вер 2000     | Tashkent, Узбекистан                                   | Тверде     | Давіде Сангінетті   | 6–3, 6–4                           |
| Перемога  | 7–3   | Лис 2000     | Санкт-Петербург, Росія                                 | Тверде (i) | Домінік Хрбати      | 2–6, 6–4, 6–4                      |
| Перемога  | 8–3   | Лис 2000     | Париж, Франція                                         | Килим (i)  | Марк Філіппуссіс    | 3–6, 7–6(9–7), 6–4, 3–6, 7–6(10–8) |
| Поразка   | 8–4   | Лют 2001     | Dubai Tennis Championships, Об'єднані Арабські Емірати | Тверде     | Juan Карлос Феррерo | 2–6, 3–6                           |
| Перемога  | 9–4   | Вер 2001     | Tashkent, Узбекистан (2)                               | Тверде     | Євген Кафельников   | 6–2, 6–2                           |
| Перемога  | 10–4  | Жов 2001     | St. Petersburg, Росія (2)                              | Тверде (i) | Райнер Шуттлер      | 3–6, 6–3, 6–3                      |
| Поразка   | 10–5  | Січ 2002     | Відкритий чемпіонат Австралії з тенісу, Melbourne      | Тверде     | Томас Юганссон      | 6–3, 4–6, 4–6, 6–7(4–7)            |
| Поразка   | 10–6  | Тра 2002     | Hamburg, Німеччина                                     | Ґрунт      | Роджер Федерер      | 1–6, 3–6, 4–6                      |
| Перемога  | 11–6  | Жов 2002     | Paris, Франція (2)                                     | Килим (i)  | Ллейтон Г'юїтт      | 7–6(7–4), 6–0, 6–4                 |
| Поразка   | 11–7  | Кві 2003     | Барселона, Іспанія                                     | Ґрунт      | Карлос Моя          | 7–5, 2–6, 2–6, 0–3, ret.           |
| Поразка   | 11–8  | Лют 2004     | Australian Open, Melbourne                             | Тверде     | Роджер Федерер      | 6–7(3–7), 4–6, 2–6                 |
| Поразка   | 11–9  | Кві 2004     | Estoril Open, Португалія                               | Ґрунт      | Хуан Ігнасіо Чела   | 7–6(7–2), 3–6, 3–6                 |
| Перемога  | 12–9  | Вер 2004     | Пекін, КНР                                             | Тверде     | Михайло Южний       | 7–6(7–4), 7–5                      |
| Перемога  | 13–9  | Жов 2004     | Мадрид, Іспанія                                        | Тверде (i) | Давід Налбандян     | 6–2, 6–4, 6–3                      |
| Перемога  | 14–9  | Лис 2004     | Paris, Франція (3)                                     | Килим (i)  | Радек Штепанек      | 6–3, 7–6(7–5), 6–3                 |
| Перемога  | 15–9  | Січ 2005     | Australian Open, Melbourne                             | Тверде     | Ллейтон Г'юїтт      | 1–6, 6–3, 6–4, 6–4                 |
| Поразка   | 15–10 | Чер 2005     | Галле, Німеччина                                       | Трава      | Роджер Федерер      | 4–6, 7–6(8–6), 4–6                 |
| Поразка   | 15–11 | Жов 2006     | Москва, Росія                                          | Килим (i)  | Микола Давиденко    | 4–6, 7–5, 4–6                      |
| Поразка   | 15–12 | Жов 2008     | Moscow, Росія                                          | Тверде (i) | Ігор Куніцин        | 6–7(6–8), 7–6(7–4), 3–6            |

#### Парний розряд: 6 (2 титули, 4 поразки)
| Легенда                       |
| ----------------------------- |
| Турніри Великого шолома (0–0) |
| ATP World Tour Фінали (0–0)   |
| Тур ATP Мастерс 1000 (0–0)    |
| Тур ATP 500 (0–0)             |
| Тур ATP 250 (2–4)             |

| Титули за покриттям |
| ------------------- |
| Тверде (0–2)        |
| Ґрунт (1–0)         |
| Трава (0–1)         |
| Килим (1–1)         |

| Титули by setting    |
| -------------------- |
| Відкритий корт (1–1) |
| Закритий корт (1–3)  |

| Результат | В-П | Дата     | Турнір                 | Покриття   | Партнер          | Опоненти                          | Рахунок            |
| --------- | --- | -------- | ---------------------- | ---------- | ---------------- | --------------------------------- | ------------------ |
| Поразка   | 0–1 | Жов 1999 | Москва, Росія          | Килим (i)  | Андрій Медведєв  | Джастін Гімелстоб Даніель Вацек   | 2–6, 1–6           |
| Перемога  | 1–1 | Лип 2001 | Ґштад, Швейцарія       | Ґрунт      | Роджер Федерер   | Майкл Гілл Джефф Таранго          | 0–1, retired       |
| Поразка   | 1–2 | Жов 2001 | Санкт-Петербург, Росія | Тверде (i) | Іраклій Лабадзе  | Денис Голованов Євген Кафельников | 5–7, 4–6           |
| Поразка   | 1–3 | Жов 2002 | St. Petersburg, Росія  | Тверде (i) | Іраклій Лабадзе  | Девід Адамс Джаред Палмер         | 6–7(6–8), 3–6      |
| Поразка   | 1–4 | Чер 2005 | Галле, Німеччина       | Трава      | Йоахім Йоханссон | Їв Аллегро Роджер Федерер         | 5–7, 7–6(8–6), 3–6 |
| Перемога  | 2–4 | Жов 2007 | Москва, Росія          | Килим (i)  | Дмитро Турсунов  | Томаш Цибулець Ловро Зовко        | 6–4, 6–2           |